# Röse

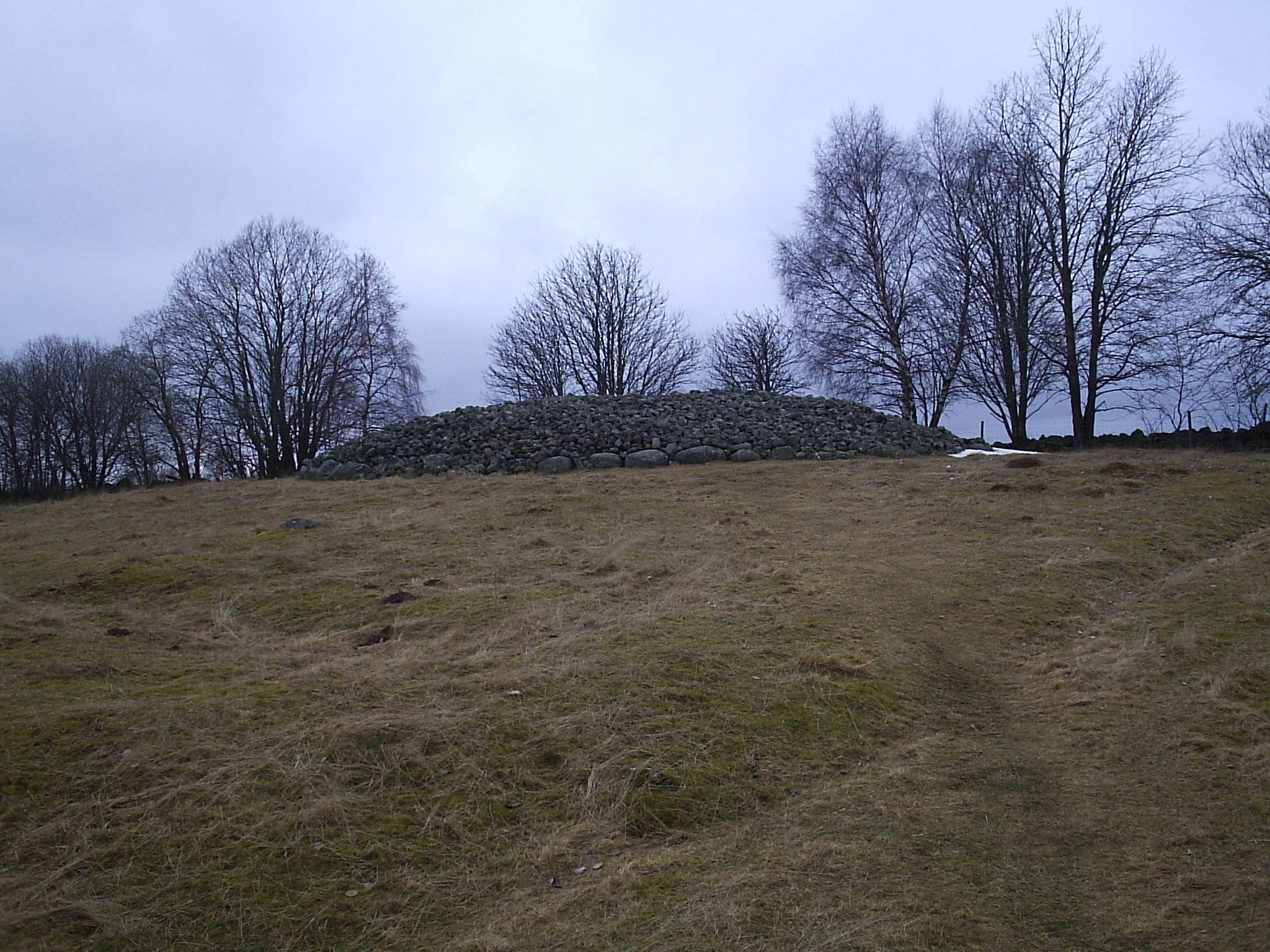
Röse vom Gräberfeld Ekornavallen in Västergötland

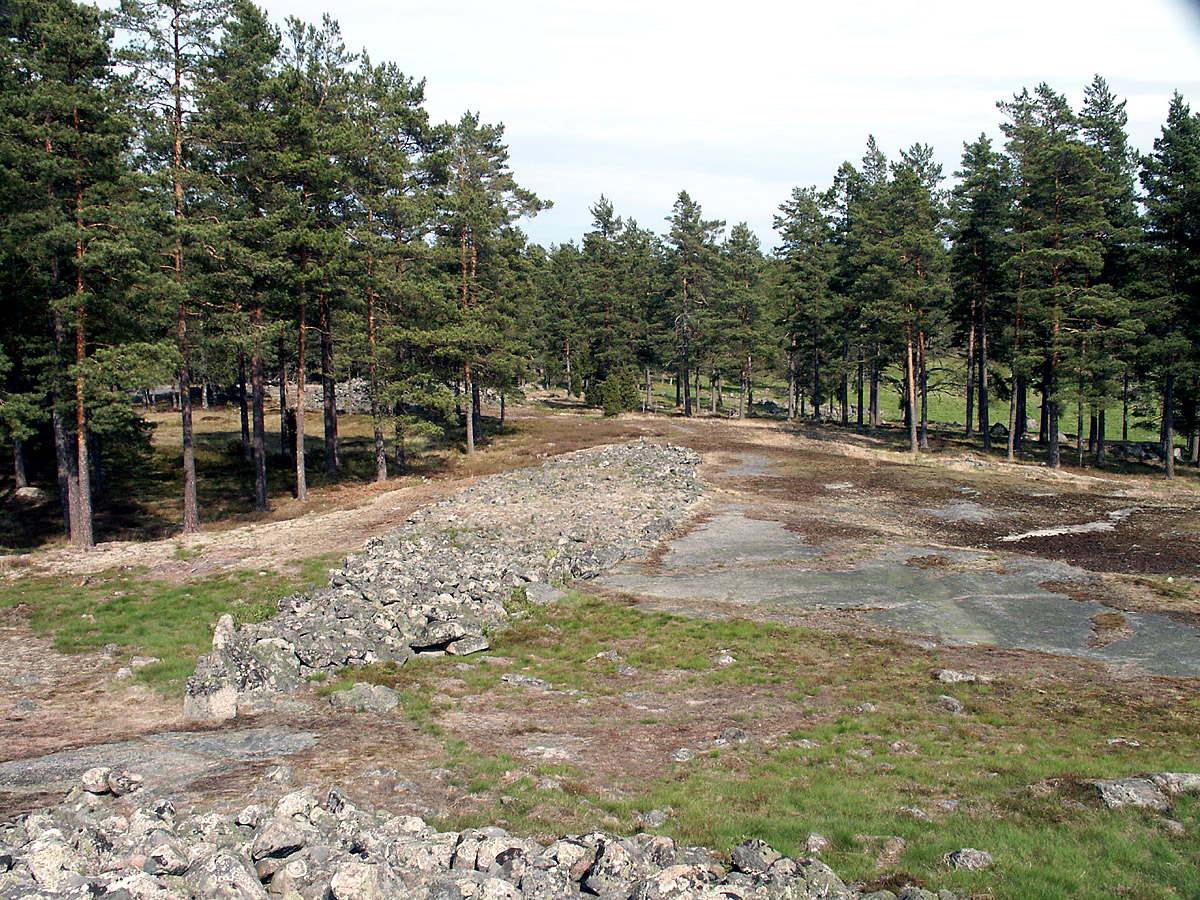
Schiffsröse vom Gräberfeld Snäckedal

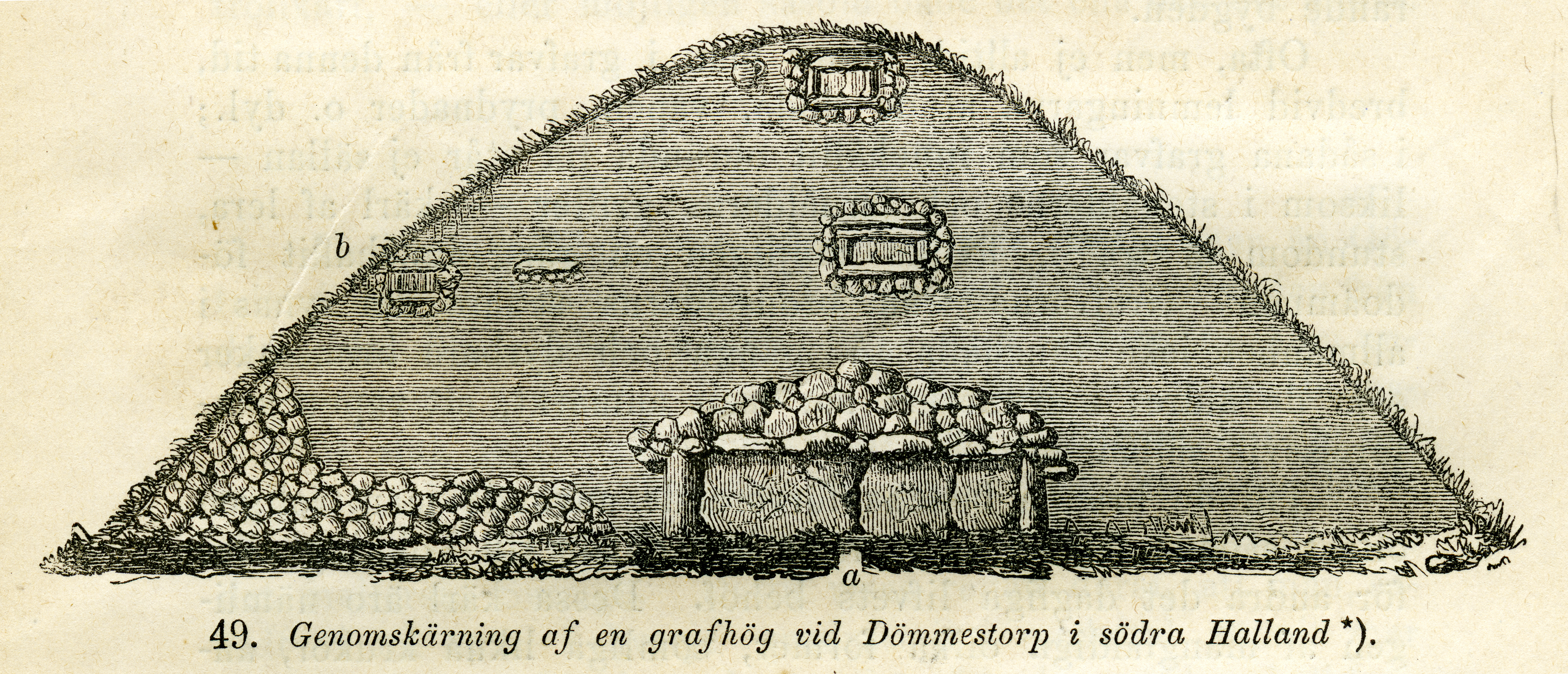
Die Röse von Dömestorp – nach O. Montelius

Als Röse (femininum, Plural Rösen oder Röser; dänisch Gravrøse (Plural Gravrøser), estnisch Kangurkalme, schwedisch Gravröse (Plural Gravrösen) oder Roj, norwegisch Gravrøys oder Åsrøys) bezeichnet die Archäologie einen Steinhügel aus Rollsteinen über Bestattungen der nordischen Bronze-, Eisen- und Wikingerzeit. Die in der Regel runden, selten ovalen oder quadratischen und sehr selten schiffsförmigen Hügel enthielten in Schweden und Dänemark zumeist Steinkisten und wurden für Nachbestattungen teilweise erweitert und erhöht. Ihre heute oft nicht mehr vorhandenen Einfassungen aus Randsteinen bestanden aus Steinblöcken oder Trockenmauerwerk.
Stenrydningsrøser sind dagegen Lesesteinhaufen.

## Långrösen

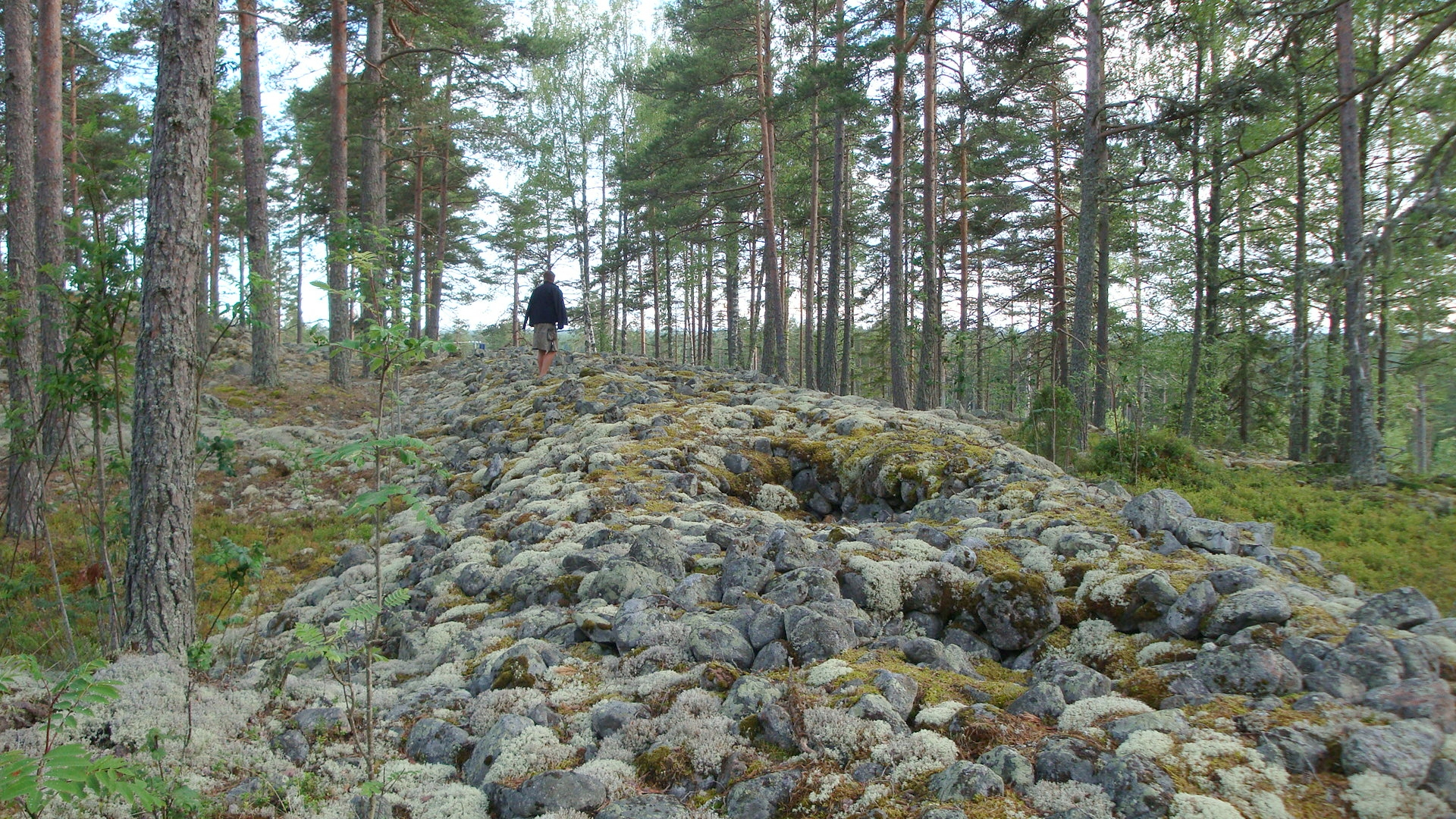
Die Langröse bei Svartvik nördlich von Söderhamn ist etwa 40 m lang

Die Långrösen scheinen Schiffssetzungen ressourcenbedingt zu ersetzen bzw. abzulösen. Auch die Größen passen zueinander, obwohl Långrösen in der Regel breiter sind. Die größte Långröse von Gävleborgs län ist etwa 45 m lang und 12 m breit. Gotlands größtes Steinschiff ist ebenfalls etwa 45 m lang und 7 m breit. Es ist auch möglich, beide Arten von Denkmälern oder Långrösen benachbart zu finden. Die 32 Långrösen in Gävleborgs län treten zu 50 % paarweise auf.

## Verbreitung
Die Anzahl der Rösen pro schwedischer Provinz schwankt und liegt zwischen 21 in Jämtlands län und 4598 in Västra Götalands län, das vor Kalmar län 2069, Kronobergs län 1766, Jönköpings län 1577, Stockholms län 1433, Uppsala län 1020 und Gotlands län 1010 liegt. Gotland weist allerdings mit 0,32 Rösen pro km² vor Stockholms län mit 0,22 Rösen pro km² die größte Dichte auf. Etwa 20.000 Rösen kommen vor allem in Schweden, aber auch in Norwegen (Grøderøysa) und Dänemark vor. Die größten Rösen sind:
- Bredarör von Kivik in Schonen (75 m Durchmesser, 3,0 m hoch),
- Stenkullen von Tun in Västergötland (60 m Durchmesser, 7,0 m hoch),
- Uggarde rojr auf Gotland (50 m Durchmesser, 7,0 m hoch)
- Limmeör in Småland (45 m Durchmesser, 3,5 m hoch).

Rösen sind in der dänischen Landschaft vergleichsweise selten. Die 135 dänischen Standorte liegen auf Bornholm und kommen in der Nordhälfte von Seeland vor, während sie im Rest des Landes nur vereinzelt anzutreffen sind. Rösen sind geschützt, daher wurden nur wenige ausgegraben.
Nach den vorausgehenden Megalithanlagen und Steinkisten sind die Rösen die nächstälteste Stein-Architektur in Dänemark und Skandinavien. Ausgewählte Tote wurden zunächst einzeln – bisweilen auch zu zweit – in Holz- oder Steinkisten unter den in der älteren Bronzezeit regional besonders monumentalen Steinhügeln bestattet, die manchmal final mit Erde bedeckt (Lejsturojr) wurden. Während der Eisenzeit wurde unter den Steinhügeln auch Leichenbrand deponiert (Röse von Gösslunda).

Rösen in Schweden und Norwegen
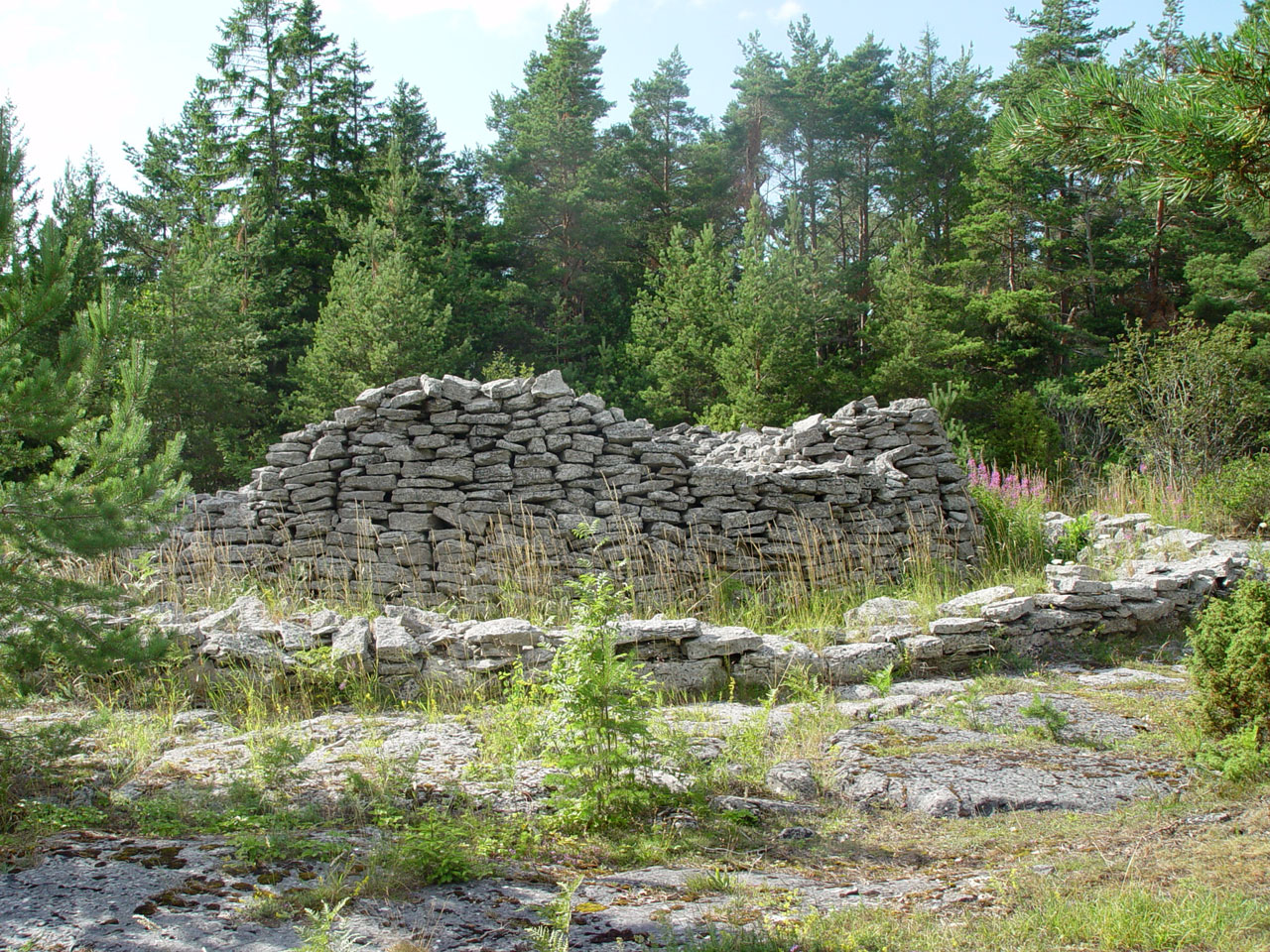
Restaurierte Kraterröse von Kauparve
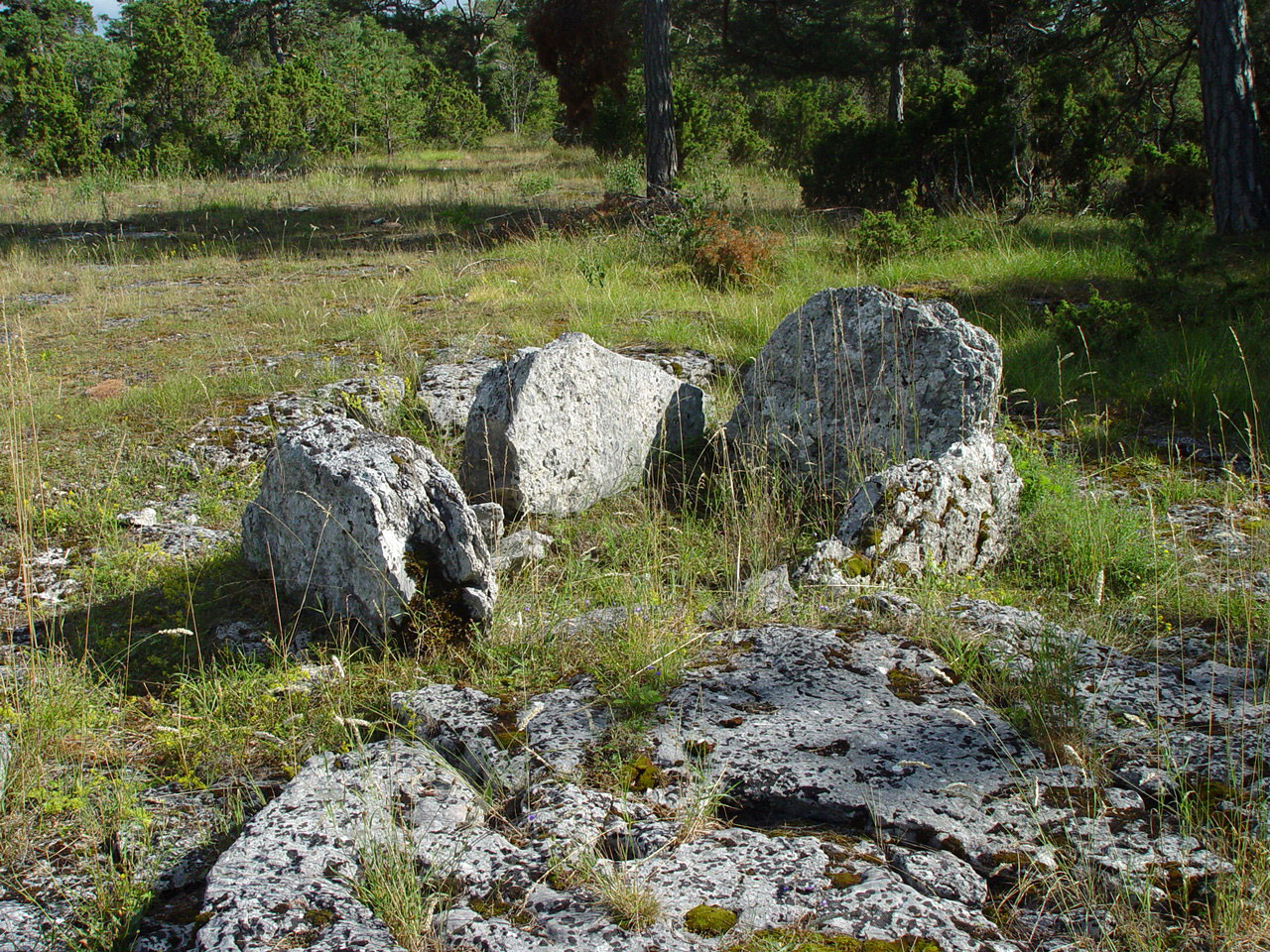
Steinkiste, wie sie sich unter Rösen findet
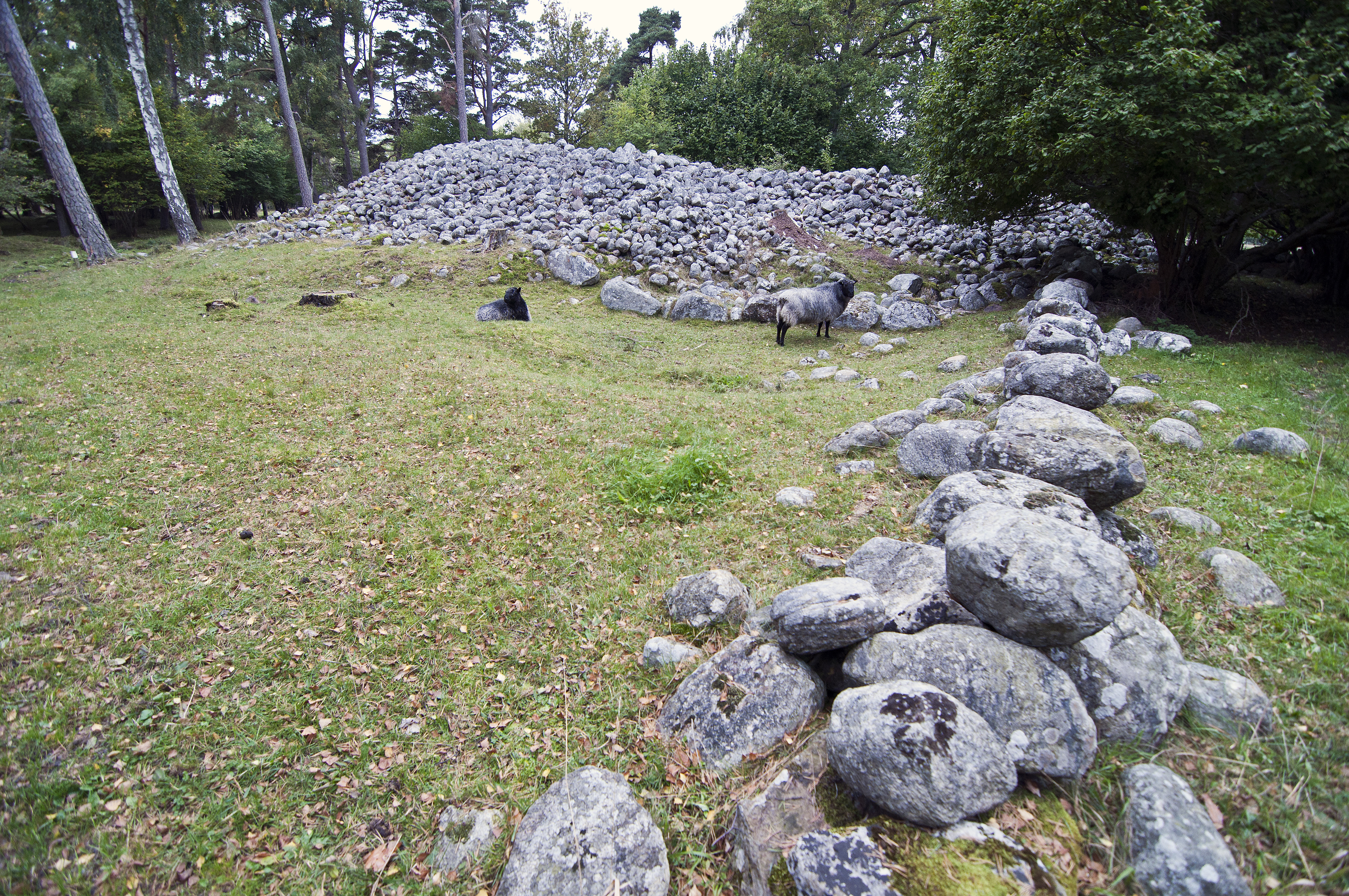
Lejsturojr bei Rone auf Gotland
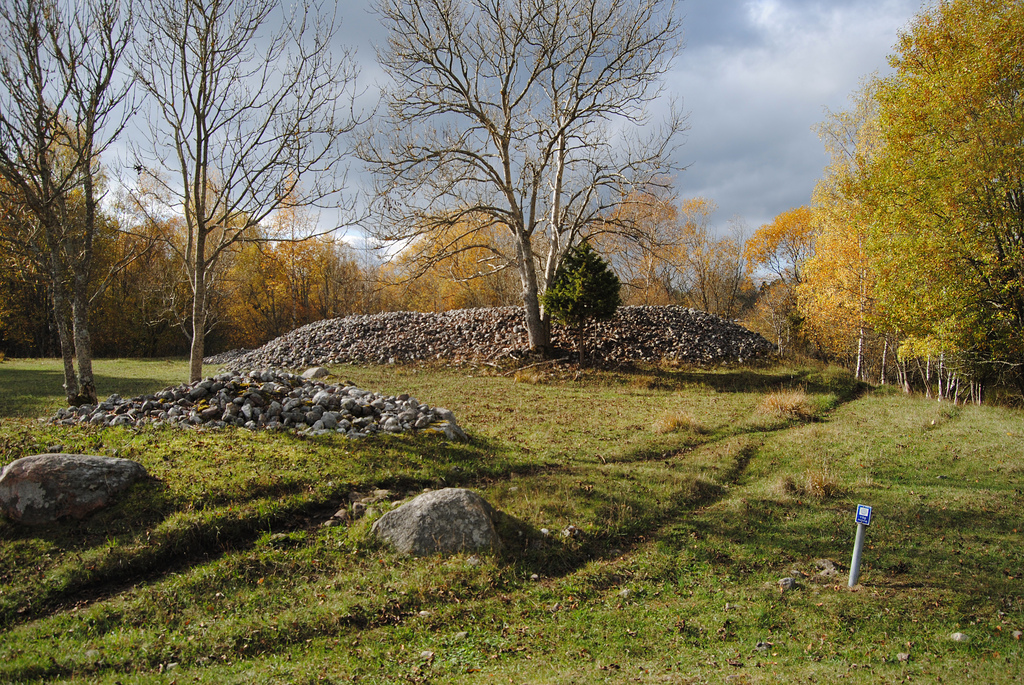
Röse auf dem Gräberfeld von Buttle
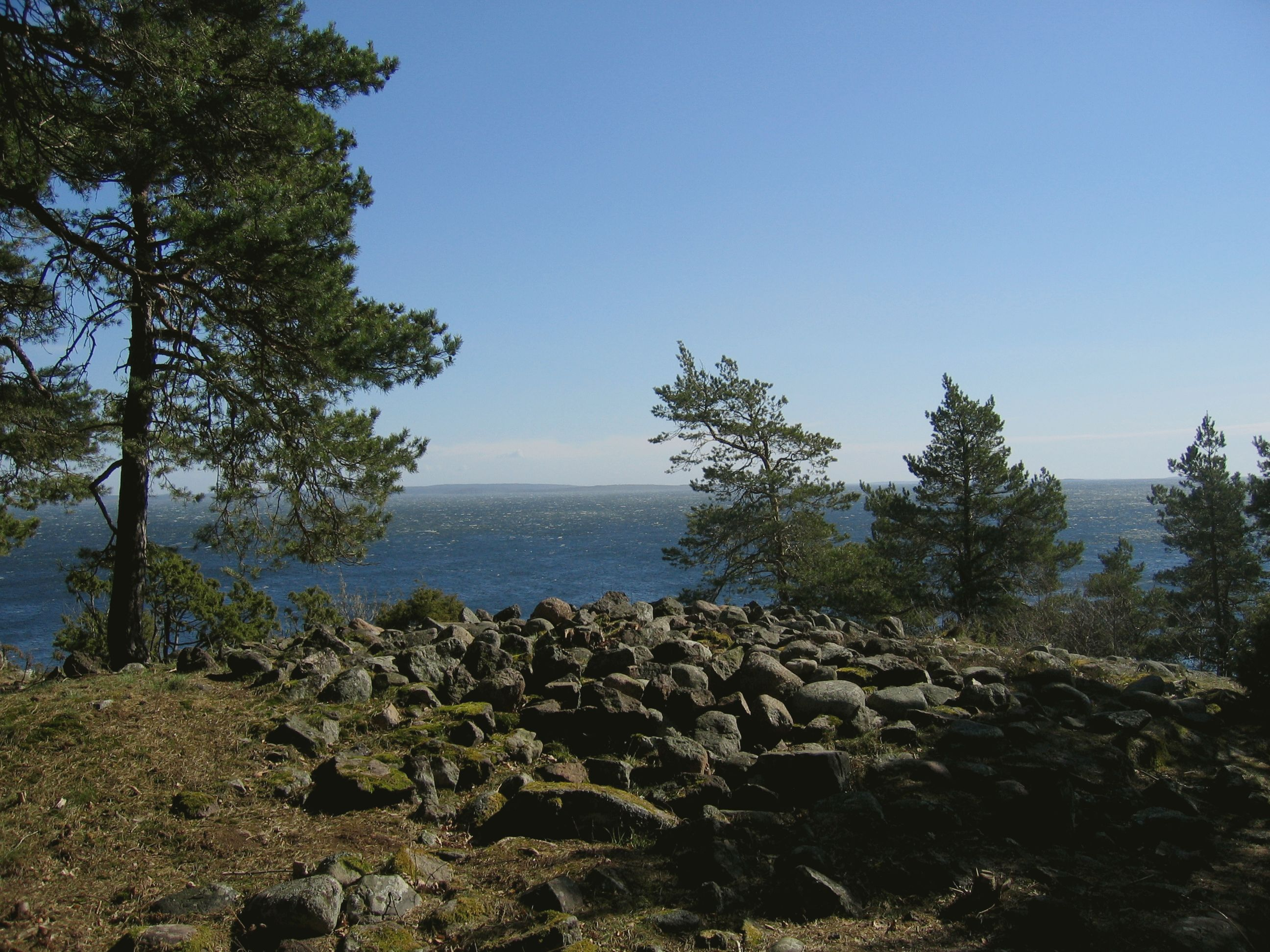
Norwegische Gravrøys von Tønsberg-Karlsvikodden
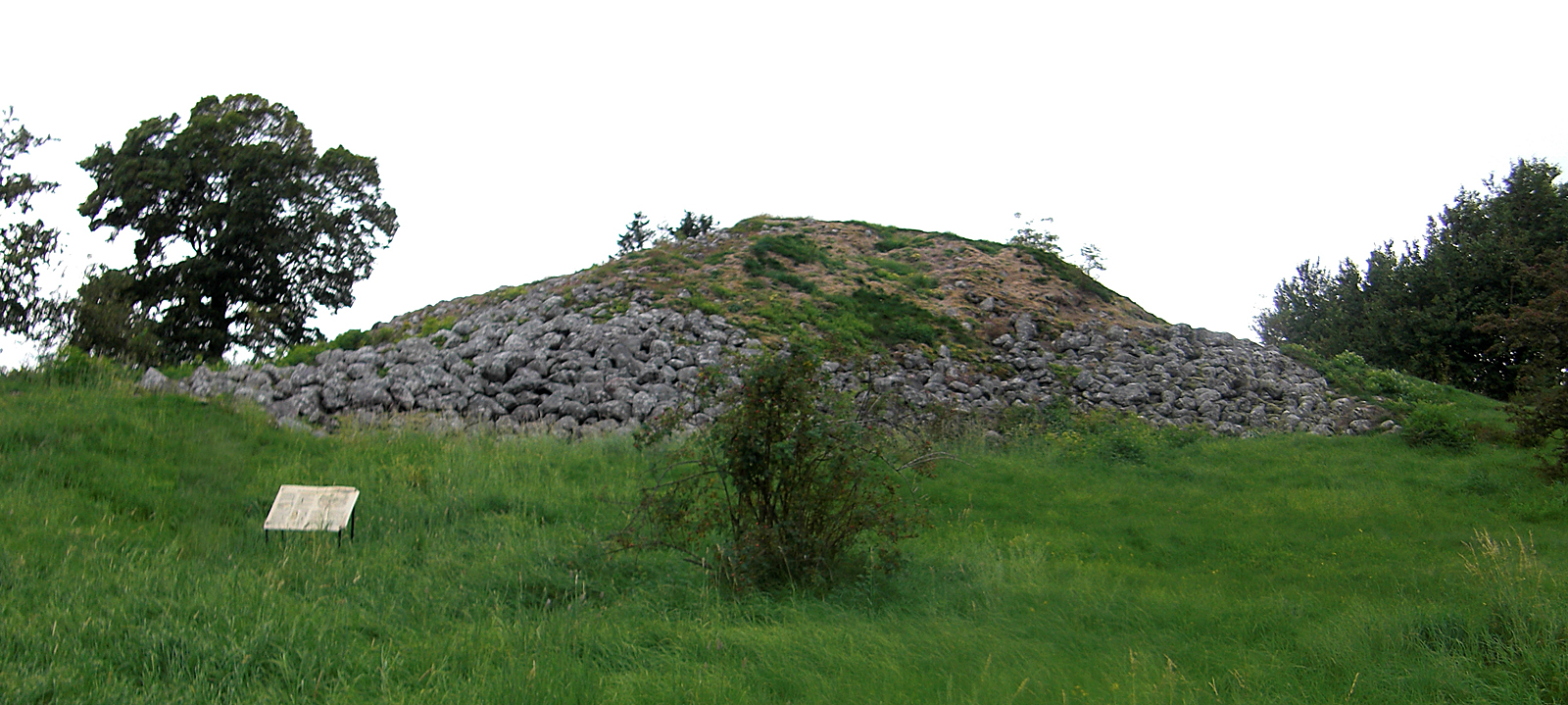
Stenkullen von Tun
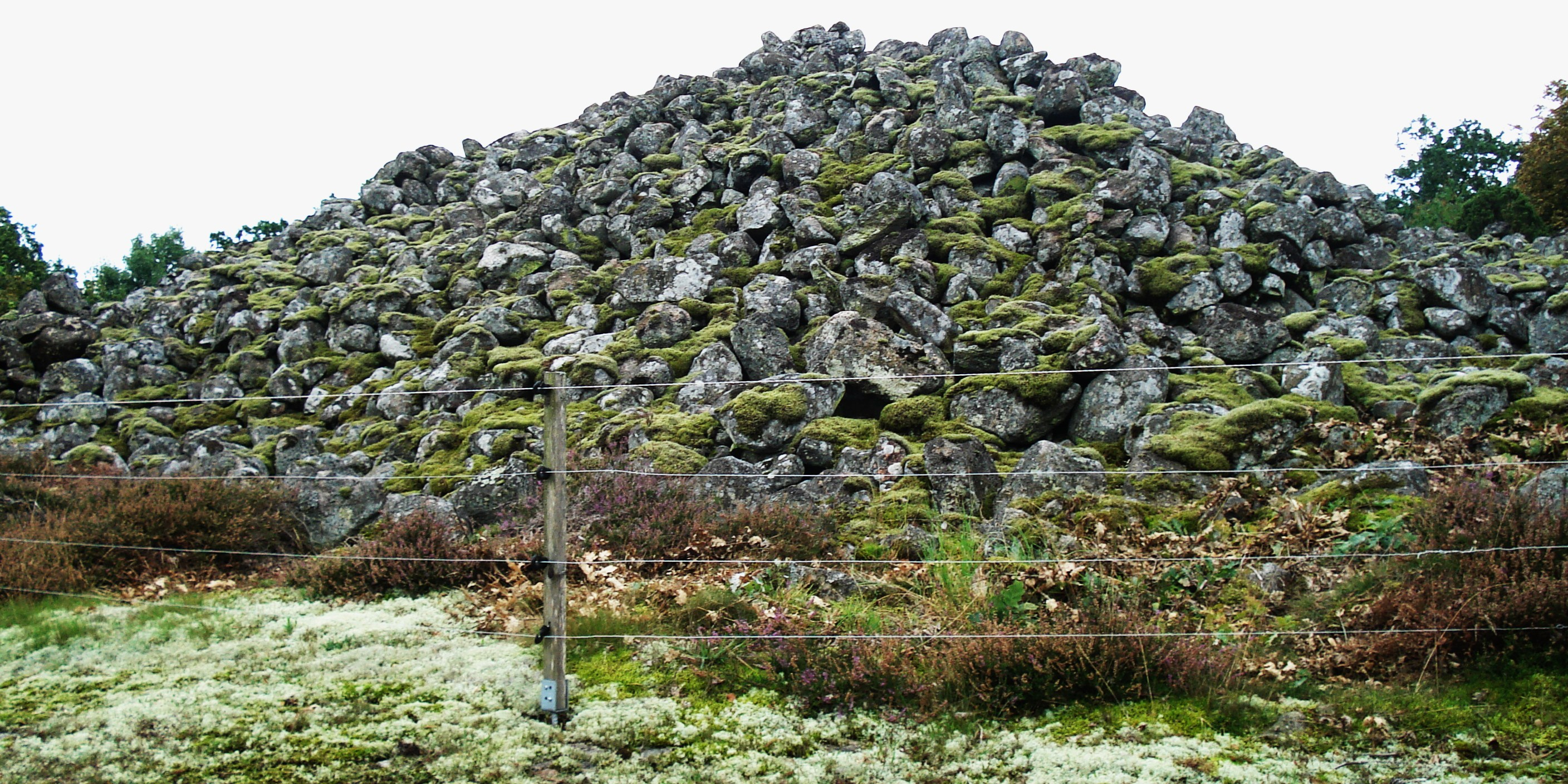
Röse von Målaberget, östlich von Ronneby
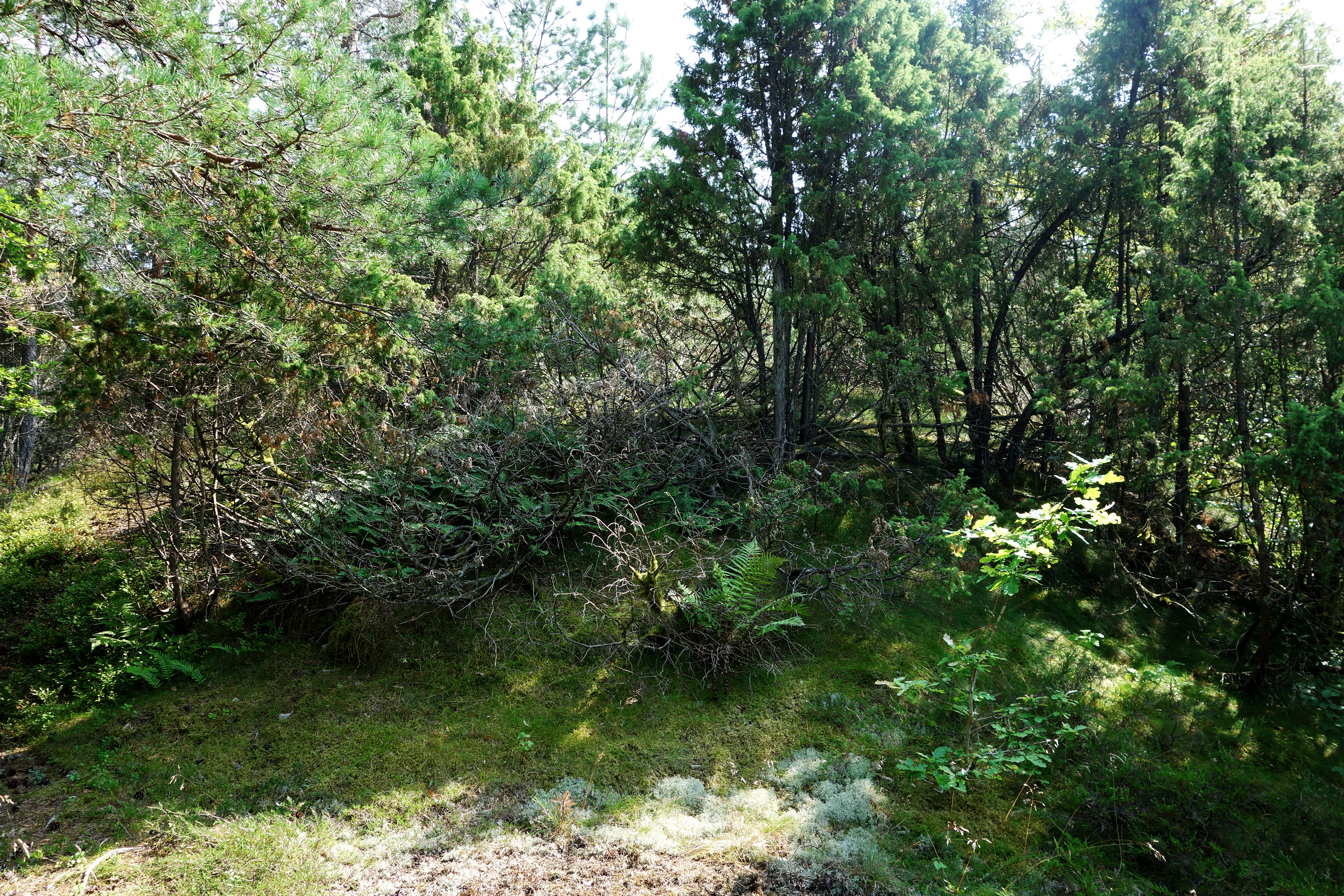
Semsåsen gravrøys in Nøtterøy Vestfold

## Schweden

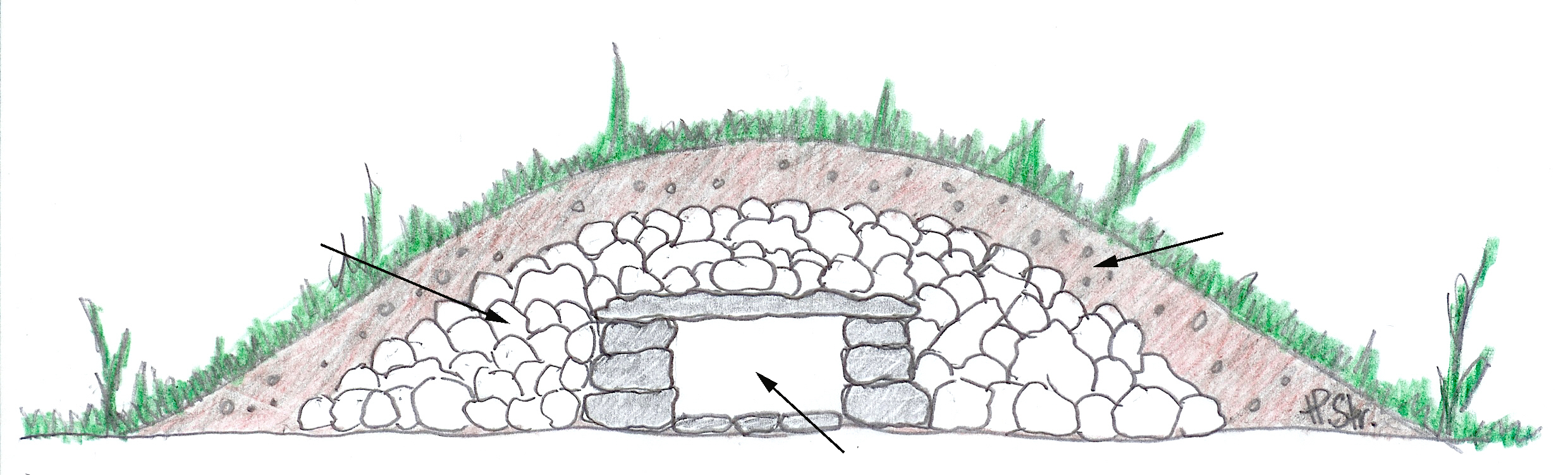
Schnitt durch eine überhügelte Röse

Die Hügel können in Schweden sieben Meter hoch sein (Bjärs hög, Uggarde rojr, Digerrojr von Gålrum, alle auf Gotland) und Blå rör auf Öland und bis zu 70 m Durchmesser (Grab von Kivik, Schonen) haben. Gewöhnlich sind sie aber zwei bis drei Meter hoch und haben 15–30 m Durchmesser (Angantyrs rojr, Bro „Stenkalm“, Kauparve, Liffride, Ullviar alle auf Gotland) Rösen von Ingatorp und die Gösslunda auf Öland. Kung Tryggves grav (auch Tryggverör genannt) in Bohuslän ist die größte Röse der Westküste. Värperör ist mit 5 m Höhe und etwa 35,0 m Durchmesser Västmanlands größte Röse. Im Hügel von Eldsberga (Halland) wurden zwei Baumsärge auf dem Dach eines Ganggrabes deponiert und mit einer Röse überdeckt, die final mit einem Erdhügel bedeckt wurde. Die bekannteste Röse ist das verzierte Grab von Kivik.
Gävleborgs län hat weit über 100 Rösen; 32 davon sind Langrösen und ein Vielfaches sind runde Rösen. Die meisten liegen nahe der Ostseeküste. Weniger als zwei Dutzend liegen im Binnenland. Die größte ist etwa 45,0 m lang und 12,0 m breit und die kleinste ist etwa 5,0 m lang. 75 % der Langrösen sind Nordwest-Südost orientiert.
Archäologisch untersuchte Rösen sind u. a. die von Gislövshammar (Schonen) und Kauparve auf (Gotland), die mit etwa 2,7 m Höhe und 27 m Durchmesser eine der größten der etwa 250 erhaltenen Rösen Gotlands ist. 22 von ihnen sind Großrösen (Stora Stenrösen); Kauparve hat einen niedrigen, 0,5 m hohen Mauerring, der die steile Fassade im Abstand von etwa 1,5 m umgibt. Die konische Außenwand bildet einen turmartigen Bau. Im Inneren befindet sich ein sogenannter Krater von acht Meter Durchmesser, der bis auf den Boden reicht, sodass es sich um eine Ringanlage (schwed. Kraterøse) handelt – eine Form, die erst in der späten Eisenzeit aufkam. Innen fand sich in Kauparve eine Steinkiste mit einer Doppelbestattung (Mann und Frau). Im Hügelmantel wurde eine weitere Steinkiste entdeckt.
Röser mit einer 1–1,5 m hohen Ringmauer sind aus den südschwedischen Landschaften und den norrländischen Küstenlandschaften bekannt. Ein frühes Beispiel (Durchmesser 4,3 m) stammt von Gislövshammar / Östra Nöbbelöv. Die Einfassung war in Schichten trockengemauert und etwa 70 cm hoch. Sie enthielt eine Steinkiste mit den Skelettteilen dreier Individuen. Datierende Funde wurden nicht geborgen, doch scheint die Anlage, nach der Grabsitte zu urteilen, am Ende des Neolithikums oder in der ältesten Bronzezeit entstanden zu sein. Dies ist die älteste in Schweden nachgewiesene Röse mit gemauerter Außenwand.
In der Vorzeit war die Gegend um Sundsvall ein Grenzbereich bäuerlicher Besiedlung. Bei Matfors liegt ein relativ seltenes, wagenartiges Monument. Die viereckige Anlage heißt im Volksmund Starkotters grav und wird der lokalen Sage nach mit einem Riesen verbunden. Das Gegenstück bildet im nahe gelegenen Vivsta die dreieckige Anlage Vias grav, die als Grab einer Riesin firmiert.

## Dänemark
Die jüngere Bronzezeit auf Bornholm ist die Periode, aus der es die meisten gut bewahrten Rösen oder deren Reste gibt. Der Amtmann Emil Vedel (1824–1909) berichtete, dass es ursprünglich über 3000 Rösen und 1000 Bautasteine auf der Insel gab. Hiervon sind etwa 400 Rösen und 250 Menhire bewahrt.
Die Egeby Rösen (dän. Egeby røser) liegen auf einem Gräberfeld südlich von Egeby. Es sind 90 runde und acht der seltenen Röser in Schiffsform (dän. Skibsrøser), wovon sich auch fünf in Vestermarie Plantage und zwei auf dem Gräberfeld am Galgebakken finden. Einzelne Röser und Schiffsröser wurden 1870 untersucht. Sie bedecken Reste von Leichenbrand oder Urnen. Man fand kaum verbrannte Knochen und noch weniger Tonscherben, was für die Gräber (Buskehøj), die in die späte Bronzezeit (ca. 700–500 v. Chr.) datiert werden, typisch ist. Die Schiffröser im Forst von Vestermarie wurden 1959 bzw. 1991 freigelegt.
In der Frederikshåb Plantage, in der Randbøl Hede in Mitteljütland befinden sich etwa 175 kleinere Röser, von denen die meisten allerdings für Lesesteinhaufen (dän. Rydningsrøser) gehalten werden.

## Finnland

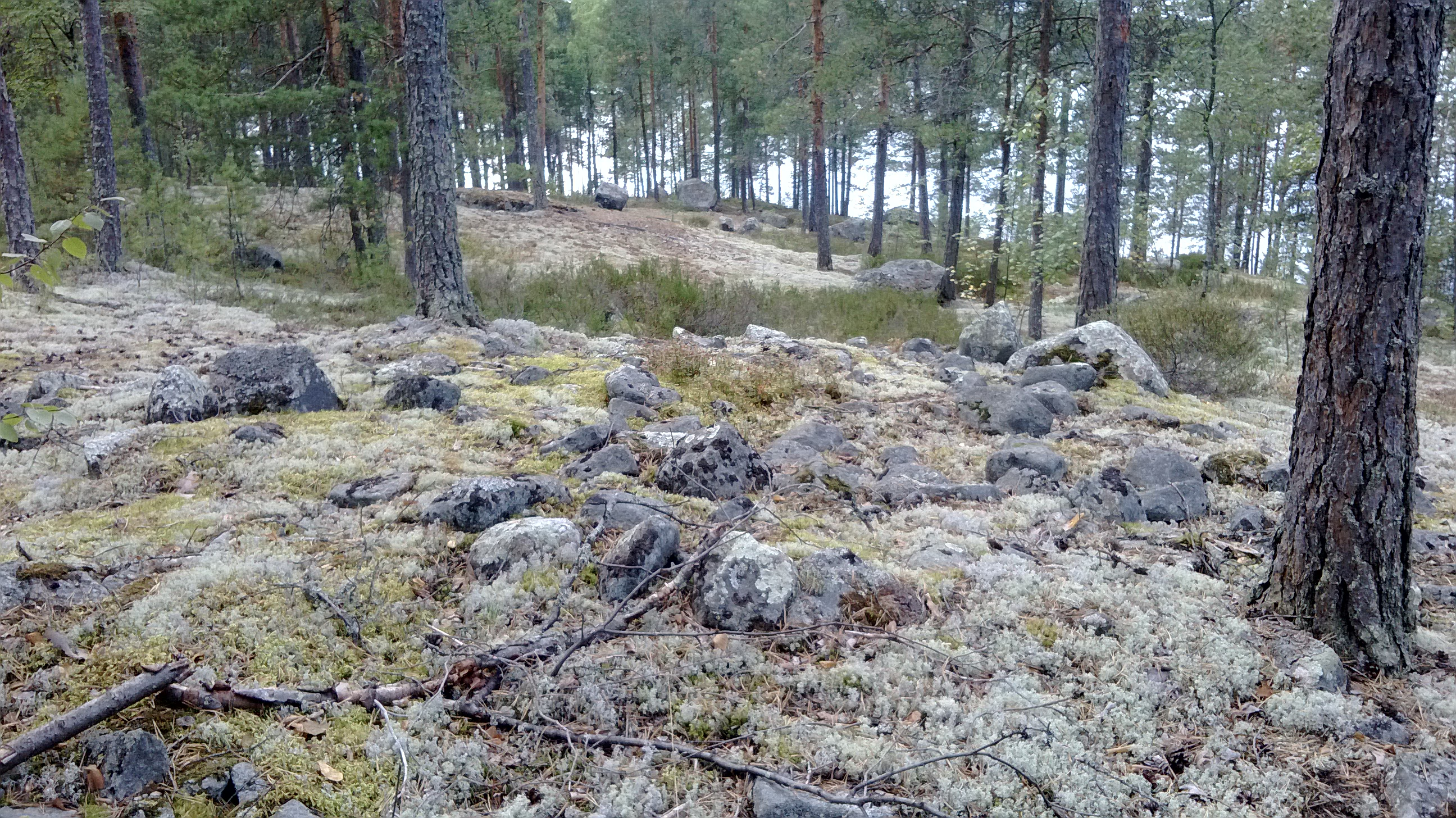
Die Lappröse Pyhäsaari Leppävesi

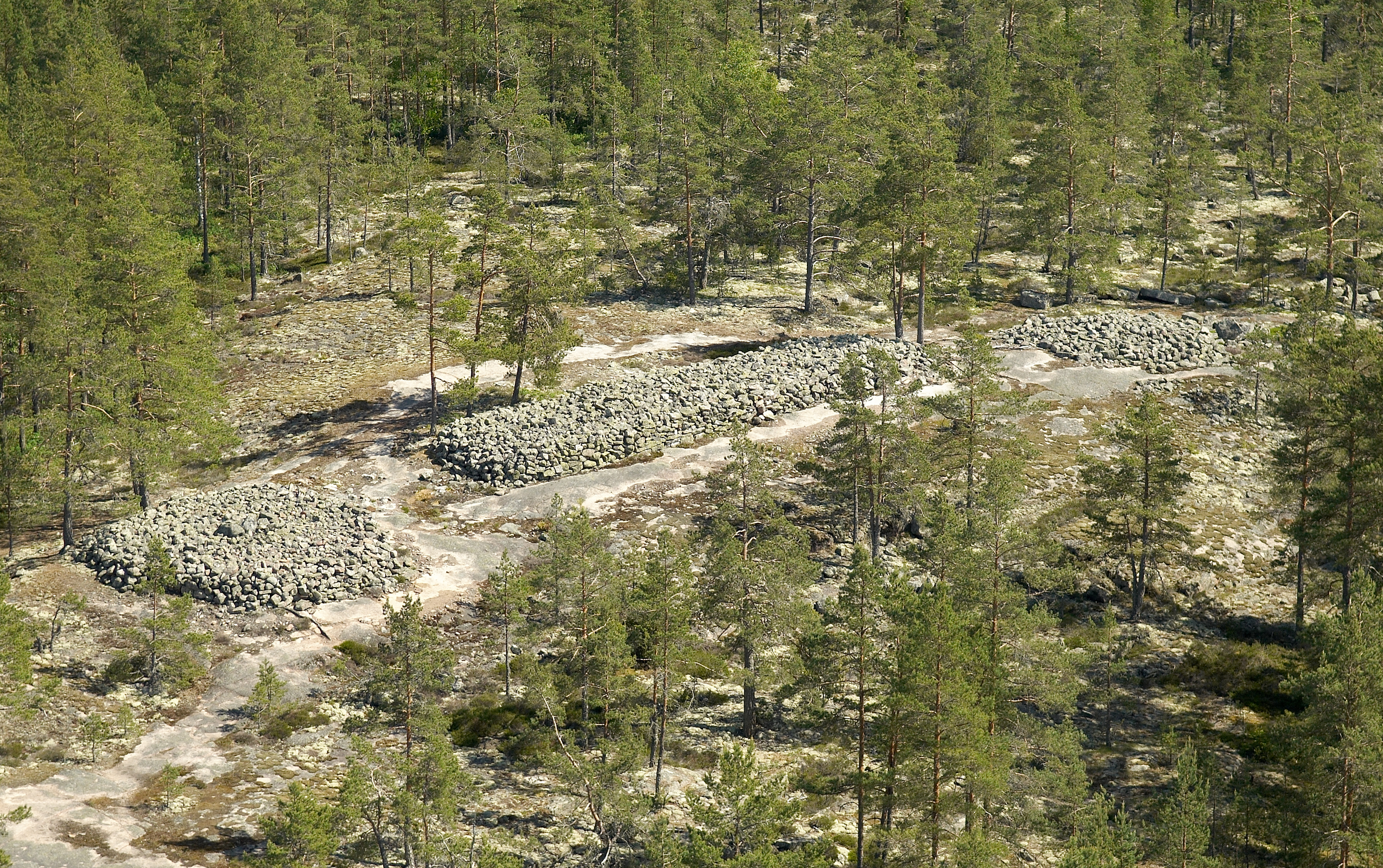
Rösen von Sammallahdenmäki

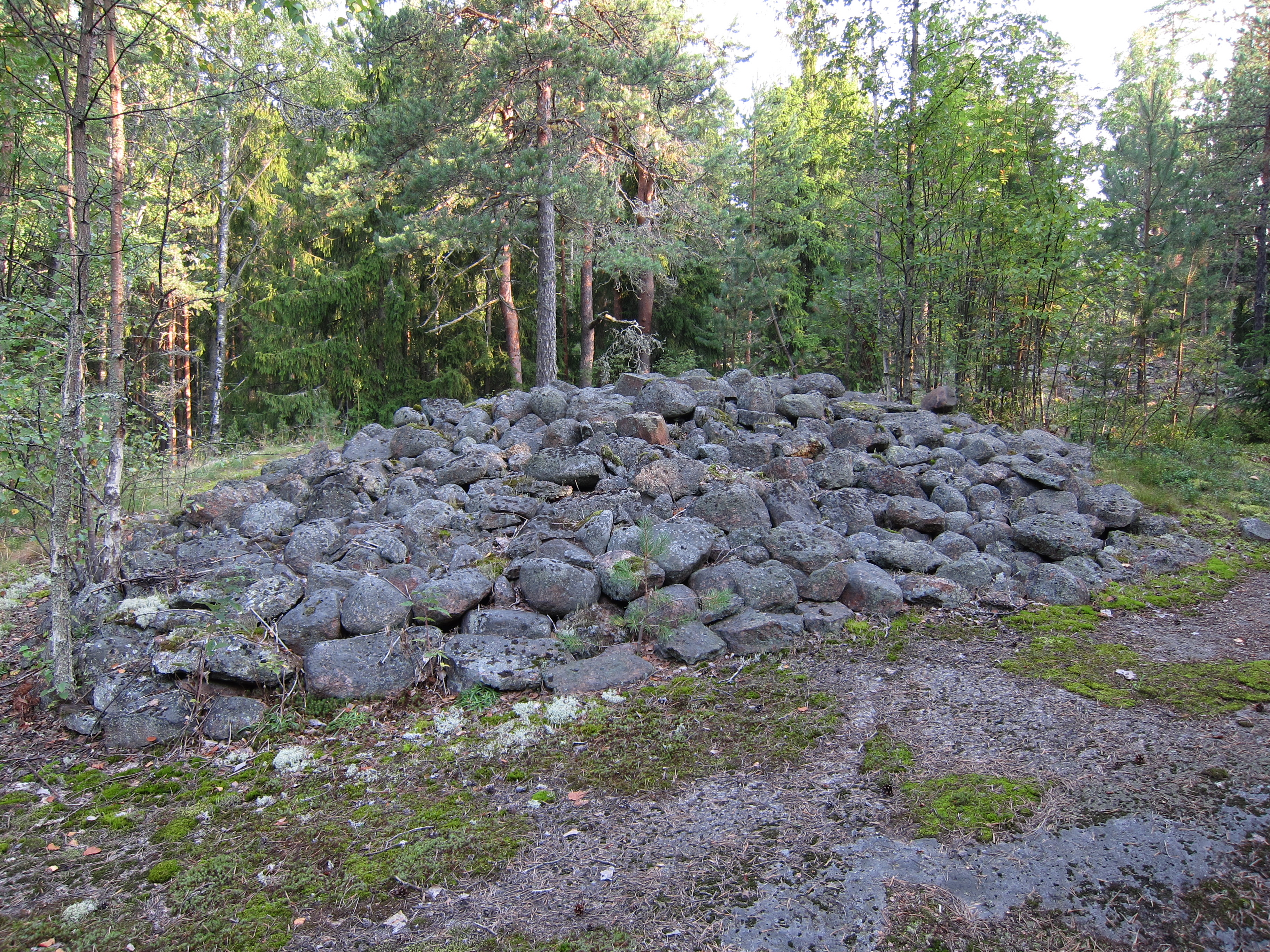
Röse von Kotka

Lapinraunio (finnisch) oder Lapprösen (schwedisch) genannte Anlagen finden sich neben Jättekast genannten Rösen in Finnland. In der Nähe von Rauma gibt es über 30 Grabhügel aus der Bronze- oder frühen Eisenzeit. Dies sind Steinhügel, die sich außerhalb der Ackerbaugebiete befinden, oft in Verbindung mit Binnenseen und Flüssen. Sie sind im Binnenland aus dem Gebiet von Kemijärvi im Norden bis Häme und Savo im Süden bekannt, aber ihre genaue Verbreitung ist unzureichend geklärt. Oft liegen sie vereinzelt oder in kleinen Gruppen meist auf felsigem Grund in Verbindung mit Halbinseln oder Inseln in Binnenseen und erwiesen sich häufig als fundleer oder enthielten nur Knochen und Holzkohle. Nicht alle Steinhügel können als Gräber identifiziert werden, einzelne können auch in Verbindung mit Opfern oder anderen rituellen Handlungen außerhalb von Begräbnissen verwendet worden sein. Lapprösen sind rund, oval oder rechteckig. Ihr Durchmesser liegt zwischen drei und zehn Metern. Ihre Höhe reicht von 30 cm bis zu einem Meter. Ihre Steine variieren von 20 bis 50 cm Größe.
Sie entstanden zwischen 2100 v. Chr. und 800 n. Chr. In Karelien und auf der Halbinsel Kola gibt es einen speziellen Kreis von Steinhügeln, die typisch für die Menschen der Eisenzeit sind. Einzelne Gräber enthalten Kjelmøy-Keramik sowie Bronze- und Kupferartefakte, was auf das Jahrtausend vor der Zeitenwende hinweist. Neuere 14C-Datierungen verbrannter Knochen zeigen zudem, dass auch in der frühen Eisenzeit solche Hügel errichtet wurden. Die Funde anderer Gräber zeigen, dass sie über die gesamte Eisenzeit bis jedenfalls zur Wikingerzeit angelegt wurden. Sie werden dem Jägermilieu zugeordnet.

## Norwegen

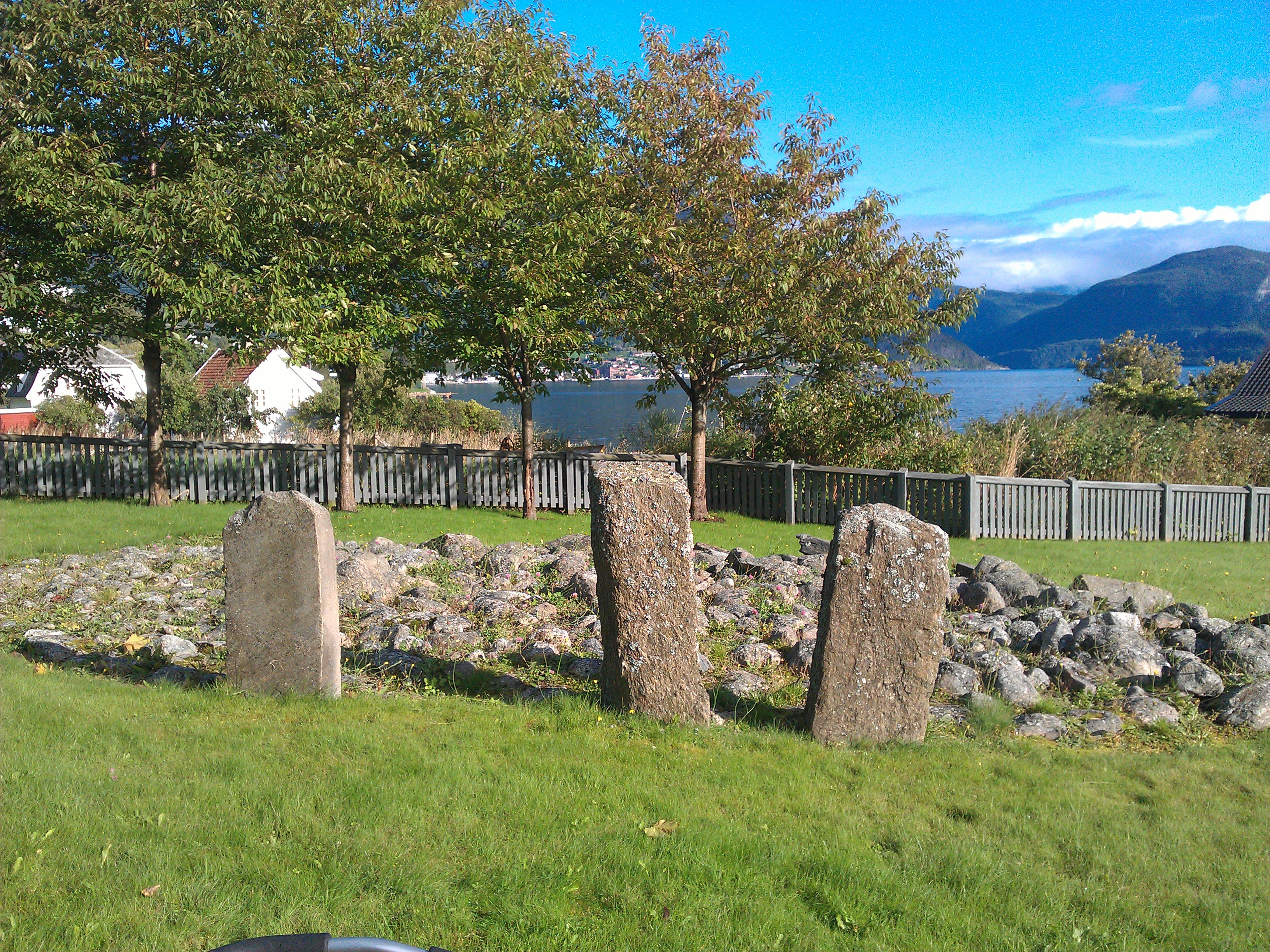
Gravrøys in Baldershagen

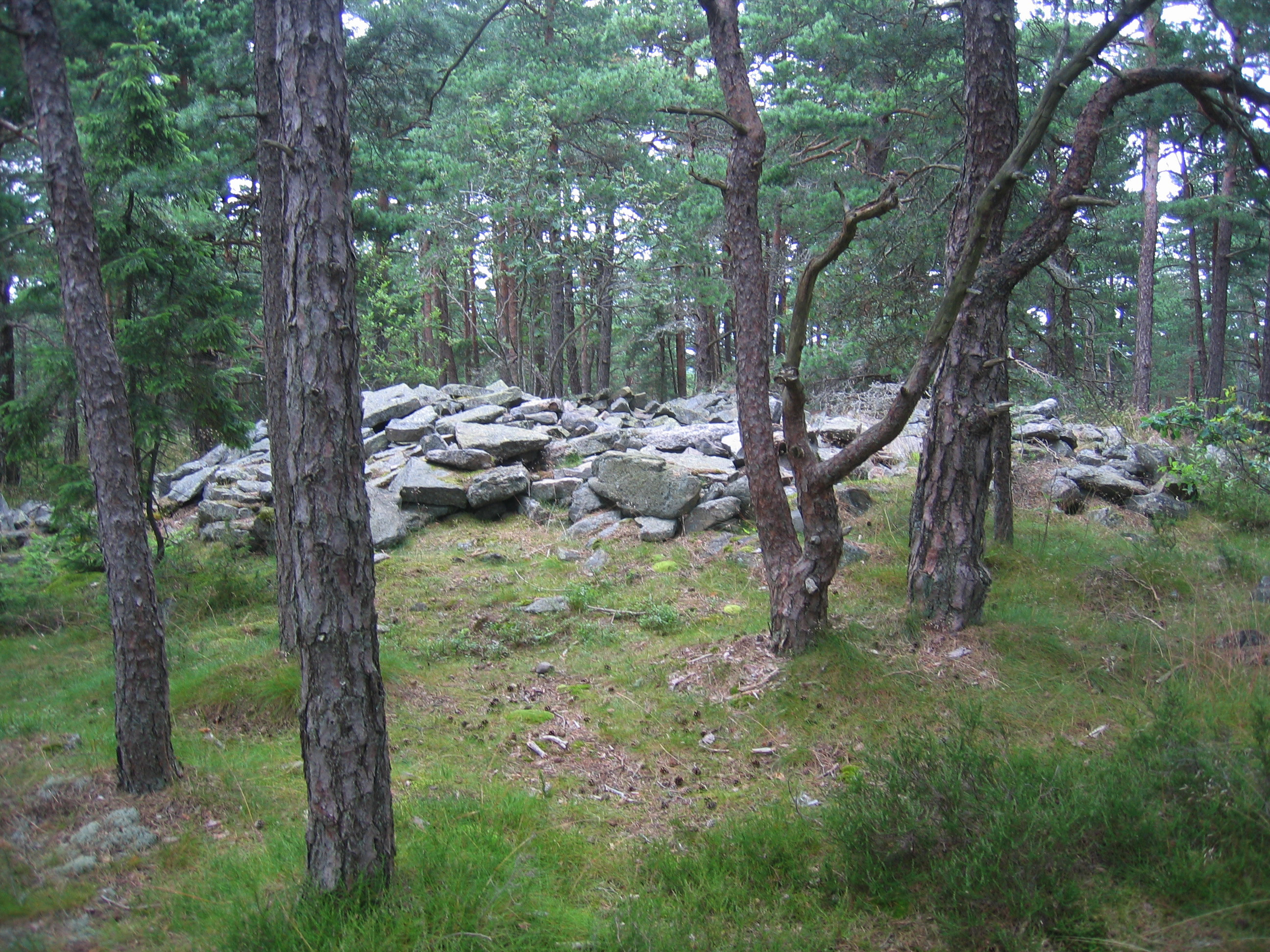
Gravrøys in Holtekjærasen

Gravrøyser kommen in Norwegen rund, oval, dreieckig oder lang vor. Beispiele sind Baldershagen, Ballsneset, Borrehaugene, Esso Skoge, Finne, Fjellhamar, Grøderøysa, Håkkårøysa, Holtekjærasen, Horvnes, Huglo, Hurum, Jerken, Tønsberg-Karlsvikodden, Krukåsen, Larvik Mølen, Refsnes, Skjettenåsen, Spornes, Ullerøy, Valseidet oder Vika. Einen Sonderfall bildet die Ringenrøysa bei Håvik. Hier fanden sich im Jahre 1963 konzentrische Ringeinbauten und eine Schiffssetzung unter dem etwa 43 m langen, 18 m breiten und etwa 2,5 m hohen Steinhügel.

## Andere Anlagen

### Britische Inseln
Ring Barrows genannte Anlagen – die bauliche Ähnlichkeiten mit Rösern aufweisen – gibt es aus der Bronzezeit der Britischen Inseln (in Irland z. B. in Grannagh, County Galway, Haynestown, County Louth, Kilmahuddrick bei Clondalkin, County Dublin). Einige haben einen Graben, andere datieren in die Eisenzeit.

### Italien
In Apulien heißen die bis zu 10 m hohen Tumuli – die dort zeitlich nicht genau einzuordnen sind – Specchie.